# Överspänning

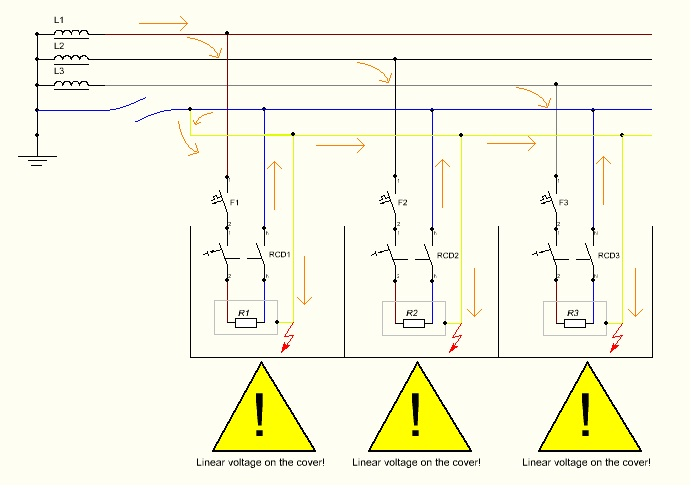
Farlig felfunktion med TN-C-S där noll-ledare och skyddsjord går i samma ledare (PEN)

Överspänning är en spänning som är högre än den en elanläggning är dimensionerad för eller avsedd att användas med och kan medföra fara för apparater, egendom eller personer.

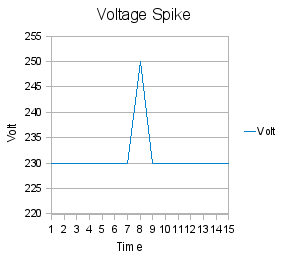
Spänningspik.

Beroende på dess varaktighet kan överspänningshändelsen vara övergående – en spänningspik – eller permanent, vilket leder till en strömstörning.

## Förklaring
Elektroniska och elektriska apparater är konstruerade för att fungera med en viss maximal matningsspänning, och betydande skador kan orsakas av spänning som är högre än den som apparaterna är konstruerade för.

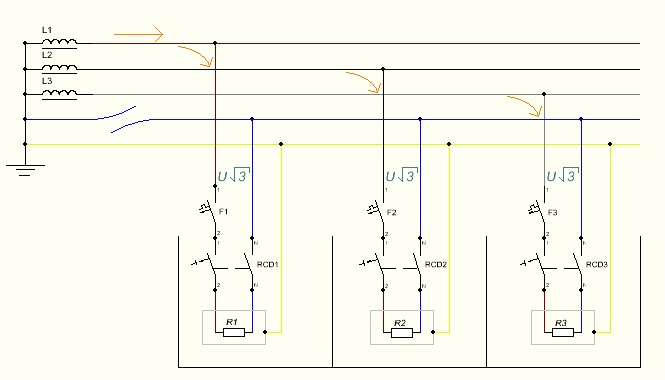
Brist i 3-fas stjärnkopplat elsystem. Om 0-ledaren bryts, kommer apparater med låg spänning att förstöras av överspänning

Till exempel har en elektrisk glödlampa en tråd i sig som vid den givna märkspänningen kommer att leda en ström som är lagom stor för att tråden ska bli väldigt varm (avger ljus och värme), men inte tillräckligt varm för att den ska smälta. Mängden ström i en krets beror på den tillförda spänningen och om spänningen är för hög kan tråden smälta och glödlampan brinna ut. På liknande sätt kan andra elektriska apparater sluta fungera, eller till och med brinna i lågor om en överspänning levereras till kretsen.

## Orsaker

### Naturlig
En typisk naturlig källa till transienta överspänningshändelser är blixtnedslag. Utbrott av solvind efter solflammor är också kända för att orsaka överspänning i elektriska kretsar, särskilt på rymdsatelliter.

### Mänskliga faktorn
Mänskliga källor till spikar är vanligtvis elektromagnetisk induktion när induktiva belastningar slås på eller av (såsom elektriska motorer eller elektromagneter), eller att tunga resistiva AC-belastningar kopplas om när nollgenomgångskretsar inte används. Någonstans sker då en stor förändring av strömmen. Ett av syftena med överensstämmelse med elektromagnetisk kompatibilitet är att eliminera sådana källor.
En viktig potentiell källa till farlig överspänning är elektronisk krigföring. Det pågår intensiv militär forskning inom detta område, vars mål är att producera olika transienta elektromagnetiska anordningar utformade för att generera elektromagnetiska pulser som kommer att inaktivera en fiendes elektroniska utrustning. En nyligen genomförd militär utveckling är den av den exploderande kondensatorn utformad för att utstråla en elektromagnetisk högspänningspuls. En annan intensiv källa till en elektromagnetisk puls är en kärnvapenexplosion.
Diesel- eller bensindrivna generatorer kan också vara en källa till överspänning. Om generatorns varvtal ökar plötsligt, till exempel på grund av oavsiktlig gaspådrag eller instabil drift av drivmotorn, kan detta orsaka kortvarig men skadlig överspänning till ansluten utrustning. En felaktig spänningsregulator kan också orsaka överspänning.
Ett exempel på en överspänningshändelse inträffade den 25 augusti 2011 i East Palo Alto, Kalifornien. Nätspänningen som levererades till 232 kunder ökade från 110 volt till cirka 400 volt under 80 minuter. Händelsen skadade elektronisk utrustning, glödlampor och annan elektrisk utrustning som smarta mätare.Motsatsen till en sådan händelse är en brownout.

## Ledningsväg
De transienta pulserna kan komma in i utrustningen antingen via kraft- eller dataledningar, eller direkt genom rymden från en kraftig elektromagnetisk fältförändring - en elektromagnetisk puls (EMP). Filter används för att förhindra att spikar kommer in i eller lämnar utrustningen genom kablar, och enheterna som är elektromagnetiskt kopplade till rymden (som radiofrekventa pick-up-spolar i MRI-skannrar) skyddas av avskärmning.

## Överspänningsskydd
- Avalanchediod
- Gasurladdningsrör
- Åskledare
- Varistor
- Gnistgap
- Zenerdiod